# Остапковцы (Ивано-Франковская область)
Остапковцы (укр. Остапківці) — село в Гвоздецкой поселковой общине Коломыйского района Ивано-Франковской области Украины.
Население по переписи 2001 года составляло 748 человек. Занимает площадь 1.2 км². Почтовый индекс — 78262. Телефонный код — 233.